# Scinax cruentommus
A Scinax cruentommus a kétéltűek (Amphibia) osztályának békák (Anura) rendjébe és a levelibéka-félék (Hylidae) családjába tartozó faj.

## Előfordulása
A faj Brazíliában, Kolumbiában, Ecuadorban Peruban továbbá valószínűleg Bolíviában és Francia Guyanában él. Természetes élőhelye a szubtrópusi vagy trópusi mocsarak, édesvizű mocsarak, időszakos édesvizű mocsarak.